# Javaans pijlstaartvlieghondje
Het Javaans pijlstaartvlieghondje (Hylopetes sagitta)  is een zoogdier uit de familie van de eekhoorns (Sciuridae). De wetenschappelijke naam van de soort werd voor het eerst geldig gepubliceerd door Linnaeus in 1766.

## Voorkomen
De soort komt voor in Indonesië, op de eilanden Java en Bangka.